# Municipio de Decker (Illinois)
El municipio de Decker (en inglés: Decker Township) es un municipio ubicado en el condado de Richland en el estado estadounidense de Illinois. En el año 2010 tenía una población de 406 habitantes y una densidad poblacional de 4,45 personas por km².

## Geografía
El municipio de Decker se encuentra ubicado en las coordenadas 38°38′10″N 88°12′49″O / 38.63611, -88.21361. Según la Oficina del Censo de los Estados Unidos, el municipio tiene una superficie total de 91.33 km², de la cual 91,24 km² corresponden a tierra firme y (0,09 %) 0,09 km² es agua.

## Demografía
Según el censo de 2010, había 406 personas residiendo en el municipio de Decker. La densidad de población era de 4,45 hab./km². De los 406 habitantes, el municipio de Decker estaba compuesto por el 98,28 % blancos, el 0,99 % eran asiáticos y el 0,74 % eran de una mezcla de razas. Del total de la población el 0 % eran hispanos o latinos de cualquier raza.